# Riho Ōtake
Riho Ōtake (jap. 大竹里歩 Ōtake Riho; ur. 23 grudnia 1993 w Japonii) – japońska siatkarka grająca jako środkowa. Obecnie występuje w drużynie Denso Airybees.
Jej młodszy brat Issei, również jest siatkarzem i występuje na pozycji atakującego.